# Cioroboreni
Cioroboreni – wieś w Rumunii, w okręgu Mehedinți, w gminie Jiana. W 2011 roku liczyła 745 mieszkańców.